# Campionati mondiali di nuoto in vasca corta 2010 - 50 metri rana femminili
Le qualifiche per le semifinali si sono svolte la mattina del 15 dicembre 2010, mentre le semifinali si sono svolte la sera dello stesso giorno. La finale si è svolta la sera del 16 dicembre 2010.

## Medaglie
| Posizione | Atleta          | Paese       |
| --------- | --------------- | ----------- |
| Oro       | Rebecca Soni    | Stati Uniti |
| Argento   | Leiston Pickett | Australia   |
| Bronzo    | Jin Zhao        | Cina        |

## Record
Prima della manifestazione il record del mondo (RM) e il record dei campionati (RC) erano i seguenti:
| Record mondiale       | 28.80 | Jessica Hardy Stati Uniti | 15 novembre 2009 Berlino, Germania     |
| Record dei campionati | 29.58 | Jessica Hardy Stati Uniti | 10 aprile 2008 Manchester, Regno Unito |

Durante la competizione non sono stati migliorati record.

## Risultati batterie
| Pos. | Atleta                    | Nazionalità    | Tempo        | Batteria     | Corsia       | Note         |
| ---- | ------------------------- | -------------- | ------------ | ------------ | ------------ | ------------ |
| 1    | Julija Efimova            | Russia         | 30.10        | 6            | 5            |              |
| 2    | Rebecca Soni              | Stati Uniti    | 30.11        | 6            | 4            |              |
| 3    | Leiston Pickett           | Australia      | 30.30        | 6            | 3            |              |
| 4    | Jane Trepp                | Estonia        | 30.36        | 8            | 5            |              |
| 5    | Jin Zhao                  | Cina           | 30.41        | 6            | 2            |              |
| 6    | Alia Shanee Atkinson      | Giamaica       | 30.44        | 5            | 2            |              |
| 7    | Sarah Katsoulis           | Australia      | 30.50        | 6            | 6            |              |
| 8    | Jennie Johansson          | Svezia         | 30.57        | 7            | 5            |              |
| 9    | Dorothea Brandt           | Germania       | 30.58        | 8            | 6            |              |
| 10   | Randi Wang                | Cina           | 30.73        | 1            | 8            |              |
| 11   | Moniek Nijhuis            | Paesi Bassi    | 30.79        | 7            | 4            |              |
| 12   | Hrafnhildur Lúthersdóttir | Islanda        | 30.97        | 8            | 8            |              |
| 13   | Rikke Møller Pedersen     | Danimarca      | 31.08        | 8            | 3            |              |
| 14   | Amanda Reason             | Canada         | 31.14        | 8            | 2            |              |
| 15   | Petra Chocová             | Rep. Ceca      | 31.18        | 7            | 2            |              |
| 16   | Katharina Stiberg         | Norvegia       | 31.30        | 7            | 3            |              |
| 17   | Tatiane Sakemi            | Brasile        | 31.38        | 7            | 8            |              |
| 18   | Stéphanie Spahn           | Svizzera       | 31.52        | 7            | 1            |              |
| 19   | Caroline Reitshammer      | Austria        | 31.58        | 6            | 1            |              |
| 20   | Mina Matsushima           | Giappone       | 31.61        | 8            | 4            |              |
| 21   | Micah Lawrence            | Stati Uniti    | 31.62        | 8            | 7            |              |
| 22   | Daria Deyeva              | Russia         | 31.63        | 7            | 6            |              |
| 23   | Annamay Pierse            | Canada         | 31.67        | 6            | 7            |              |
| 24   | Sara El Bekri             | Marocco        | 31.85        | 4            | 2            |              |
| 25   | Chiara Boggiatto          | Italia         | 31.86        | 8            | 1            |              |
| 26   | Julyana Kury              | Brasile        | 31.94        | 5            | 6            |              |
| 27   | Tjasa Vozel               | Slovenia       | 31.96        | 5            | 5            |              |
| 28   | Dilara Buse Gunaydin      | Turchia        | 31.97        | 5            | 3            |              |
| 29   | Danielle Beaubrun         | Saint Lucia    | 32.01        | 5            | 1            |              |
| 30   | Svetlana Khokhlova        | Bielorussia    | 32.08        | 6            | 8            |              |
| 31   | Yvette Man Yi Kong        | Hong Kong      | 32.10        | 7            | 7            |              |
| 32   | Anastasia Christoforou    | Cipro          | 32.27        | 4            | 3            |              |
| 32   | Agustina De Giovanni      | Argentina      | 32.27        | 5            | 7            |              |
| 34   | Rie Kanetō                | Giappone       | 32.34        | 4            | 5            |              |
| 35   | IChuan Chen               | Taipei cinese  | 32.37        | 5            | 4            |              |
| 36   | Daniela Victoria          | Venezuela      | 32.67        | 4            | 1            |              |
| 37   | Henriette Brekke          | Norvegia       | 32.81        | 4            | 4            |              |
| 38   | On Kei Lei                | Macao          | 32.90        | 4            | 7            |              |
| 39   | Thi Hue Pham              | Vietnam        | 33.83        | 5            | 8            |              |
| 40   | Daniela Lindemeier        | Namibia        | 33.85        | 3            | 4            |              |
| 41   | Melinda Sue Micallef      | Malta          | 34.57        | 3            | 5            |              |
| 42   | Micaela Cloete            | Namibia        | 34.94        | 3            | 3            |              |
| 43   | Jin Hui Sin               | Corea del Nord | 35.08        | 1            | 7            |              |
| 44   | Maxine Heard              | Zimbabwe       | 35.11        | 4            | 8            |              |
| 45   | Amanda Liew               | Brunei         | 35.21        | 3            | 8            |              |
| 46   | Pilar Shimizu             | Guam           | 35.25        | 3            | 7            |              |
| 47   | Miss Mahfuza Khatun       | Bangladesh     | 35.32        | 3            | 1            |              |
| 48   | Dalia Torrez              | Nicaragua      | 35.76        | 3            | 2            |              |
| 49   | Jamila Lunkuse            | Uganda         | 36.51        | 2            | 4            |              |
| 50   | Rachael Tonjor            | Nigeria        | 36.70        | 3            | 6            |              |
| 51   | Sehar Saleh               | Kenya          | 36.89        | 4            | 6            |              |
| 52   | Cheyenne Rova             | Figi           | 37.52        | 2            | 5            |              |
| 53   | Mariam Foum               | Tanzania       | 38.13        | 2            | 1            |              |
| 54   | Diala Awad                | Palestina      | 38.25        | 2            | 7            |              |
| 55   | Anum Bandey               | Pakistan       | 38.28        | 2            | 2            |              |
| 56   | Sonia Cege                | Kenya          | 38.60        | 2            | 6            |              |
| 57   | Vitiny Hemthon            | Cambogia       | 39.03        | 2            | 3            |              |
| 58   | Patricia Cani             | Albania        | 39.82        | 2            | 8            |              |
| 59   | Celeste Brown             | Isole Cook     | 40.67        | 1            | 6            |              |
| 60   | Angelika Sita Ouedraogo   | Burkina Faso   | 42.51        | 1            | 2            |              |
| 61   | Khulan Enkhjargal         | Mongolia       | 42.62        | 1            | 4            |              |
|      | Ophelia Swyne             | Ghana          | non partita  | non partita  | non partita  | non partita  |
|      | Chaemel Morgane Sogbadji  | Benin          | squalificata | squalificata | squalificata | squalificata |
|      | AnnMarie Hepler           | Isole Marshall | squalificata | squalificata | squalificata | squalificata |

## Semifinali
| Pos. | Atleta                    | Nazionalità | Tempo | Batteria | Corsia | Note |
| ---- | ------------------------- | ----------- | ----- | -------- | ------ | ---- |
| 1    | Jin Zhao                  | Cina        | 29.96 | 2        | 3      |      |
| 2    | Leiston Pickett           | Australia   | 29.98 | 2        | 5      |      |
| 3    | Rebecca Soni              | Stati Uniti | 30.00 | 1        | 4      |      |
| 4    | Julija Efimova            | Russia      | 30.16 | 2        | 4      |      |
| 5    | Alia Shanee Atkinson      | Giamaica    | 30.19 | 1        | 3      |      |
| 6    | Dorothea Brandt           | Germania    | 30.39 | 2        | 2      |      |
| 7    | Randi Wang                | Cina        | 30.44 | 1        | 2      |      |
| 8    | Sarah Katsoulis           | Australia   | 30.46 | 2        | 6      |      |
| 9    | Jennie Johansson          | Svezia      | 30.56 | 1        | 6      |      |
| 9    | Moniek Nijhuis            | Paesi Bassi | 30.56 | 2        | 7      |      |
| 11   | Jane Trepp                | Estonia     | 30.61 | 1        | 5      |      |
| 12   | Rikke Møller Pedersen     | Danimarca   | 30.65 | 2        | 1      |      |
| 13   | Amanda Reason             | Canada      | 30.71 | 1        | 1      |      |
| 14   | Hrafnhildur Lúthersdóttir | Islanda     | 30.82 | 1        | 7      |      |
| 15   | Petra Chocová             | Rep. Ceca   | 30.98 | 2        | 8      |      |
| 16   | Katharina Stiberg         | Norvegia    | 31.11 | 1        | 8      |      |

## Finale
| Pos. | Atleta               | Nazionalità | Tempo | Corsia | Note |
| ---- | -------------------- | ----------- | ----- | ------ | ---- |
|      | Rebecca Soni         | Stati Uniti | 29.83 | 3      |      |
|      | Leiston Pickett      | Australia   | 29.84 | 5      |      |
|      | Jin Zhao             | Cina        | 29.90 | 4      |      |
| 4    | Julija Efimova       | Russia      | 29.99 | 6      |      |
| 5    | Dorothea Brandt      | Germania    | 30.19 | 7      |      |
| 6    | Alia Shanee Atkinson | Giamaica    | 30.22 | 2      |      |
| 7    | Randi Wang           | Cina        | 30.26 | 1      |      |
| 8    | Sarah Katsoulis      | Australia   | 30.34 | 8      |      |